# Walter Grauman
Walter E. Grauman (* 17. März 1922 in Milwaukee, Wisconsin; † 20. März 2015 in Los Angeles, Kalifornien) war ein US-amerikanischer Regisseur und Filmproduzent, der in den 1960er Jahren durch Kinoproduktionen wie Kampfgeschwader 633 oder Nymphomania international bekannt wurde.

## Leben und Karriere
Walter Grauman wurde 1922 als Sohn der deutschen Einwandererfamilie Jakob und Irene Grauman in Milwaukee im Bundesstaat Wisconsin geboren. Sein Vater, Jacob Grauman, arbeitete als Präsident einer Filmverleihfirma. In seinen frühen Jahren lebte Grauman in Shorewood, Wisconsin, einem Vorort von Milwaukee, später studierte er an der University of Arizona. Während des Zweiten Weltkrieges leistete er seinen Militärdienst als Pilot in der United States Army Air Forces. Er flog 56 Kampfeinsätze über Europa auf Flugzeugen des Typs B-25 in der Twelfth Air Force und erhielt dafür die Auszeichnung Distinguished Flying Cross. Nach Kriegsende zog er nach Kalifornien, wo seine Mutter lebte.
Nachdem er einige Jahre als eigenständiger Unternehmer gearbeitet hatte, nahm Grauman schließlich eine Stelle als Regisseur bei den NBC-Studios in Los Angeles an. Während seiner Zeit dort entwickelte er ein Talent-Show-Programm, das großen Anklang fand. Der Filmproduzent Walter Mirisch leitete während der 1950er Jahre die Allied Artists Studios und lotste seinen Freund 1957 zum Film.
Grauman führte zwischen 1957 und 1996 bei einem halbend Dutzend Kinofilmen und zahlreichen Fernsehfilmen und Episoden von namhaften Fernsehserien Regie. Darunter bei Folgen der Erfolgsserien wie Schauplatz Los Angeles, Die Unbestechlichen, Route 66, Stunde der Entscheidung, Auf der Flucht, Gefährlicher Alltag, FBI, Die Straßen von San Francisco, Barnaby Jones, V – Die außerirdischen Besucher kommen, Trapper John, M.D. oder Mord ist ihr Hobby.
Von 1976 bis 1980 war Grauman mit der Schauspielerin Joan Taylor verheiratet. Am 20. März 2015 verstarb er im Alter von 93 Jahren in seinem Zuhause in Los Angeles an den Folgen herz- und gefäßbedingter Erkrankungen.

## Auszeichnungen
- 1971: Directors-Guild-of-America-Award-Nominierung in der Kategorie Outstanding Directorial Achievement in Television für Tod eines Bürgers

## Filmografie (Auswahl)

### Filme
- 1957: Woodoo – Blutrausch des Dschungels (The Disembodied)
- 1963: Boston Terrier (Fernsehfilm)
- 1964: Kampfgeschwader 633 (633 Squadron)
- 1964: Lady in a Cage
- 1965: Nymphomania (A Rage to Live)
- 1966: I Deal in Danger
- 1969: Daughter of the Mind (Fernsehfilm)
- 1970: The Last Escape
- 1970: Tod eines Bürgers (The Old Man Who Cried Wolf) (Fernsehfilm)
- 1970: Crowhaven Farm (Fernsehfilm)
- 1971: The Forgotten Man (Fernsehfilm)
- 1971: Paper Man (Fernsehfilm)
- 1971: Dead Men Tell No Tales (Fernsehfilm)
- 1971: They Call It Murder (Fernsehfilm)
- 1975: Force Five (Fernsehfilm)
- 1978: Nacht für Nacht (Are You in the House Alone?, Fernsehfilm)
- 1979: Gefahr über den Wolken (Crisis in Mid-air, Fernsehfilm)
- 1979: Der Golden-Gate-Mörder (The Golden Gate Murders, Fernsehfilm)
- 1980: Griff nach den Sternen (Top of the Hill, Fernsehfilm)
- 1980: Meine Träume sind bunt (To Race the Wind, Fernsehfilm)
- 1980: Das Geheimnis der Queen Anne (The Memory of Eva Ryker, Fernsehfilm)
- 1980: Alles oder nichts (Pleasure Palace, Fernsehfilm)
- 1982: Parfüm – Magnet der Sinne (Bare Essence, Fernsehfilm)
- 1983: Wer war Larry Dobbins? (Illusions, Fernsehfilm)
- 1985: The Covenant (Fernsehfilm)
- 1986: Schrei nach Gerechtigkeit (Outrage!, Fernsehfilm)
- 1986: Wer ist meine Frau (Who Is Julia?, Fernsehfilm)
- 1988: Sunset Strip (Shakedown on the Sunset Strip, Fernsehfilm)
- 1990: Columbo: Niemand stirbt zweimal (Murder in Malibu, Fernsehfilm)
- 1990: Nightmare – Hotel des Grauens (Nightmare on the 13th Floor, Fernsehfilm)

### Serien
- 1955–1958: Matinee Theater (25 Episoden)
- 1957: Colt .45 (2 Episoden)
- 1958–1959: Steve Canyon (7 Episoden)
- 1958–1959: Der Mann ohne Colt (Man Without a Gun, 4 Episoden)
- 1958–1959: Alcoa Theatre (8 Episoden)
- 1959: Peter Gunn (2 Episoden)
- 1959: Goodyear Theatre (2 Episoden)
- 1959–1960: The Man from Blackhawk (3 Episoden)
- 1959–1960: Perry Mason (2 Episoden)
- 1959–1963: Die Unbestechlichen (The Untouchables, 21 Episoden)
- 1960: The Chevy Mystery Show (2 Episoden)
- 1961–1962: Schauplatz Los Angeles (The New Breed, 10 Episoden)
- 1962: The Eleventh Hour (2 Episoden)
- 1962–1963: Gnadenlose Stadt (Naked City, 2 Episoden)
- 1962–1963: Route 66 (2 Episoden)
- 1963–1965: Auf der Flucht (The Fugitive , 11 Episoden)
- 1964: Stunde der Entscheidung (Kraft Mystery Theatre, 2 Episoden)
- 1965: Privatdetektivin Honey West (Honey West, 2 Episoden)
- 1966: Blue Light (7 Episoden)
- 1966–1967: Gefährlicher Alltag (The Felony Squad, 3 Episoden)
- 1972–1974: FBI (The F.B.I., 3 Episoden)
- 1972–1977: Die Straßen von San Francisco (The Streets of San Francisco, 12 Episoden)
- 1973–1979: Barnaby Jones (49 Episoden)
- 1976: Most Wanted (2 Episoden)
- 1981: Das Tal der Puppen (Valley of the Dolls, 2 Episoden)
- 1983: Süßes Gift (Bare Essence, 11 Episoden)
- 1984–1996: Mord ist ihr Hobby (Murder, She Wrote, 53 Episoden)